# Moravikum
Das Moravikum ist eine geologische Struktureinheit innerhalb des Moravosilesikums (Mährisch-Schlesische Zone), die sich von Süden nach Norden Mährens zieht und östlich an das Moldanubikum grenzt, eingekeilt durch das Kristallin von Svratka und Letovice. Im Osten findet man permokarbonische und neogene Sedimente. Im Süden verläuft sie bis nach Österreich. Das Moravikum besteht aus zwei Teilen: Im Süden ist es die Platte der Thaya (Dyje), im Norden das Antiklinale von Svratka (tschechisch Svratecká klenba). Im Moravikum finden sich im Ergebnis metamorpher Vorgänge verschiedene prägende Gesteine, wie Phyllite, Glimmerschiefer, Marmore sowie Gneise (z. B. der Bittescher Gneis), die örtlich in Migmatite übergehen. In den Kernbereichen beider Abschnitte befinden sich Granite.